# Ravioly

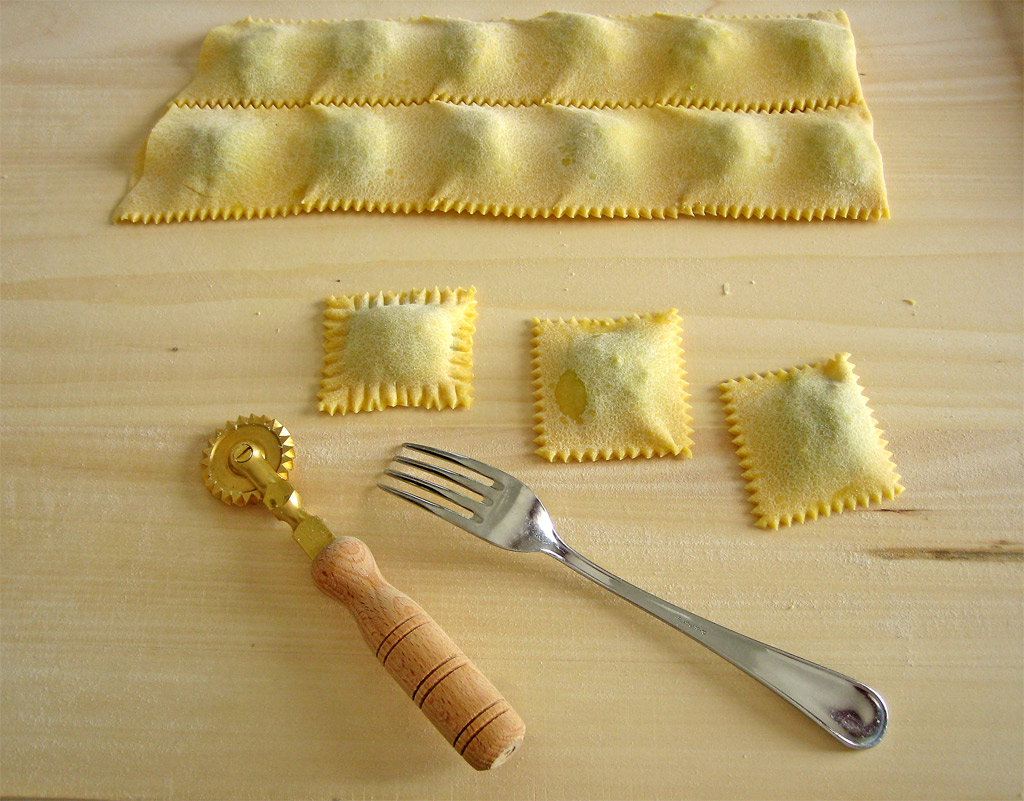
Příprava raviol

Ravioly (italsky ravioli, jednotné číslo raviolo) je typ plněných těstovin původem z Itálie. Jedná se o dvě tenké vrstvy těsta spojené na okrajích s náplní uprostřed. Ravioly jsou obvykle čtvercového tvaru, ale vyskytují se i jiné, např. kruhové či polokruhové (mezzelune). Podobné plněné těstoviny jsou tortellini a větší tortelloni či maltský ravjul. Náplň se liší podle oblasti; v Římě a Laziu sestává ze sýru ricotta, špenátu, muškátového oříšku a černého pepře, na Sardinii je tvořena ricottou se strouhanou citrónovou kůrou. Běžná je i masová náplň.
První zmínka o raviolách pochází z osobních dopisů Francesca di Marco Datiniho, obchodníka z Prata ze 14. století. V benátském rukopise z poloviny 14. století Libro per cuoco se objevují ravioly plněné blanšírovanými a mletými bylinkami smíchanými s vyšlehanými vejci a čerstvým sýrem pomalu vařené ve vývaru a kořeněné „sladkým a silným kořením“. V Římě byly ravioly běžně známé v době, kdy je Bartolomeo Scappi servíroval s vařeným kuřetem papežské konkláve v roce 1549. Tyto těstoviny byly známy také v Anglii, a to již ve 14. století. Jsou zmíněny v anglo-normanském rukopisu Forme of Cury pod jménem rauioles.